# KBCニュースピア
『KBCニュースピア』（ケイビーシーニュースピア）は、九州朝日放送（KBCテレビ）で1992年10月5日から2018年3月30日まで毎週月曜日 - 金曜日 18:25 - 19:00に放送されていた福岡県・佐賀県向けのローカルニュース番組。

## 概要
1992年10月5日、それまで同局で放送されていた『KBCニュース ハーツトゥハーツ』に替わってスタート。1990年代後半以降、県内の他局が放送するニュース番組が16時台・17時台の夕方ワイド番組に内包または連動した編成に変貌しているのに対し、18時台のみに編成のコンパクトなニュース番組として放送され続けていた。
1998年10月5日からは『KBCニュースピア630』と題して放送されていたが、2008年3月31日からはタイトルが『KBCニュースピア』に戻っていた。
2000年10月2日からは、番組前の18:15から18:25に九州各県および沖縄県のANN加盟局共同制作のブロックネット番組『スーパーJチャンネル九州・沖縄』が放送されているため、放送時間が県内他局のローカルニュース番組よりも遅く短くなっていた。

### 番組の終焉
2018年3月30日の放送で太田と細谷より番組の終了を告知し、後番組『シリタカ!』のスタジオが披露され、最後に『KBCニュースピア』を振り返る映像が流されて、25年半の歴史に幕を閉じた。福岡県内の平日夕方のワイドニュース番組では『RKBニュースワイド』（RKB毎日放送、1975年3月31日 - 2003年6月27日）に次ぐ放送期間だった。

### 番組タイトルと放送時間の変遷
- KBCニュースピア（第1期、1992年10月5日 - 1998年10月2日）
- KBCニュースピア630（1998年10月5日 - 2008年3月28日、18:30 - 19:00）
- KBCニュースピア（第2期、2008年3月31日 - 18:25 - 19:00）

### 関連番組
一時期、その日の『KBCニュースピア630』で紹介するニュースのダイジェストと天気予報を伝える関連ミニ番組『KBCニュースピア455』が月曜 - 金曜 16:55 - 17:00に放送されていた。同番組には、当時番組本編のキャスターを務めていた田崎日加理と天気キャスターの山本耕一が出演していた。
また、2013年1月4日から同年6月28日までは、その日の内容とその時点までに入っている全国ニュースを数項目紹介する『今日のニュースピア』が月曜 - 金曜 15:55 - 16:00に放送されていた。
2013年10月1日からは、月曜 - 金曜（2015年10月から2016年3月までは火曜 - 金曜、2016年11月現在は月曜 - 木曜）の夜に『ピア天気』が放送されている。担当者は、番組本編のキャスターを務めている細谷めぐみと天気キャスターの山本耕一（2017年3月まで）→鈴木俊之（2017年4月から）。同番組は翌日の気象情報を伝えるのみならず、21:54から放送される『報道ステーション』もしくは21時台の番組の予告も行っている。同番組の放送開始に伴い、九州朝日放送でも放送されていたミニ番組『世界の車窓から』は同年9月30日放送分をもって打ち切られた。また、当番組終了後はこの後の番組の予告と明日の『アサデス。KBC』の予告が放送される。

## 出演者

### 歴代キャスター
武藤以外は全員九州朝日放送アナウンサー（キャスター就任時）。武藤は熊本朝日放送出身のフリーアナウンサー。草柳と近藤は在任中にそれぞれ報道部へ異動。近藤は本キャスター降板後にアナウンサーに復帰。太田はキャスター就任と同時に報道部へ異動したが、2016年4月をもってアナウンサーに復帰。
各キャスターの休暇中の代理担当者についてはこちらを参照のこと。
| 期間      | 期間       | 男性       | 女性       |
| --------- | ---------- | ---------- | ---------- |
| 1992.10.5 | 1997.3.28  | 西川恵三   | 奥田智子   |
| 1997.3.31 | 1998.10.2  | 草柳悟堂   | 影平晶     |
| 1998.10.5 | 2003.3.28  | 草柳悟堂   | 加藤恭子   |
| 2003.3.31 | 2006.3.31  | 草柳悟堂   | 田崎日加理 |
| 2006.4.3  | 2006.11.30 | 草柳悟堂   | 武藤麻美   |
| 2006.12.1 | 2012.12.28 | 近藤鉄太郎 | 武藤麻美   |
| 2013.1.4  | 2018.3.30  | 太田祐輔   | 細谷めぐみ |

### 天気予報
- 鈴木俊之 - 2017年4月から担当。

### コメンテーター
- 薮野祐三（九州大学大学院法学研究院教授） - 原則金曜日の出演だが、政治社会の話題によっては他の曜日での出演もある。

### コーナー担当
- 巽孝之（報道部記者） - 「福岡佐賀再発見」のコーナーを担当（2013年10月2日 - ）。

### 過去の出演者

#### スペシャルコメンテーター
- 鳥越俊太郎（ジャーナリスト） - 原則月に1回「鳥説」のコーナーを担当（2011年4月14日 - ）。『スーパーJチャンネル九州・沖縄』にも出演。同コーナーは放送後、KBCの公式サイトでも一部の回以外は無料配信されていた。

#### 天気キャスター
- 山本耕一 - 2003年5月から2017年3月までの約14年間担当。

## 備考
- 2008年3月31日よりモノラル番組（モノステレオ放送）からステレオ番組（フルステレオ放送）に変更された。またハイビジョン制作となり、以降取材映像のハイビジョン素材が増えている。
- 週末には九州朝日放送からのタイトル表記は無いが、『ANN 530ステーション』→『ステーションEYE』→『スーパーJチャンネル（土曜[8]）』『報道ステーション SUNDAY（日曜）』→『ANNスーパーJチャンネル（日曜）』の後半でローカルニュースを伝えている。